# The Springfield Files
"The Springfield Files" är avsnitt 10 från säsong åtta av Simpsons. Avsnittet sändes den 12 januari 1997. I avsnittet tror Homer att han sett en alien i Springfield. Avsnittet skrevs av Reid Harrison och regisserades av Steven Dean Moore. Leonard Nimoy gästskådespelade som sig själv och David Duchovny och Gillian Anderson gästskådespelade som Fox Mulder och Dana Scully från Arkiv X. Jean och Reiss vann en Annie Award för arbetet som producenter i avsnittet.

## Handling
Leonard Nimoy inleder avsnittet med att börja berätta historien om ett möte med en alien i en stad kallad Springfield. Det är fredag kväll och Homer är på Moe's och dricker tio flaskor av ölet "Red Tick Beer" och blir kraftigt berusad. Homer går hem, men tar en felaktig väg och hamnar i skogen. Han möter en varelse som glöder och har en tunn benstomme, en alien. Alien ber Homer att inte vara rädd; men Homer springer iväg. Homer kommer hem och berättar historien för familjen men ingen tror på honom och inte polisen heller. Polisanmälan avslås. Från Arkiv X hör Fox Mulder och Dana Scully på FBI om observationen som Homer gjort och vill träffa honom. Efter att ha gjort några tester på honom hittar de inga bevis på att Homer faktiskt såg en utomjording. Homer blir utskrattad, men hans son, Bart, berättar att han tror på Homer. Fredagen därpå går de ut till skogen, där Homer träffade på alien, som kommer och berättar att han kommer i fred, men Homer skrämmer bort varelsen. Lyckligtvis filmade Bart hela händelsen, och Homer och Bart är glada över att de fått bevis. Leonard Nimoy önskar tittarna en god natt och får reda på av studiomannen att det är tio minuter kvar. Leonard säger att han bara ska gå till sin bil och lämnar studion.
Videobandet är tre sekunder långt och är av dålig kvalitet; dock inser alla förutom Homers dotter Lisa att han talar sanning och hon hävdar att det finns en logisk förklaring. Det är fredag igen och i skogen samlas en folkmassa, bland dem är Leonard Nimoy för att träffa utomjordingen som kommer och berättar att han kommer med kärlek. Stadsborna börjar springa efter varelsen för att tillfångata den, men Lisa och Waylon Smithers hinner stoppa dem för att förklara att varelsen är Mr. Burns. Smithers förklarar att Burns får behandling som förlänger hans liv en gång i veckan, vilket gör honom lite konstig i några timmar. Mr. Burns blir sitt normala jag, som berättar att hans gröna sken beror på många års arbete i kärnkraftverket, och berättar att han kommer med rädsla, hungersnöd och pest, men innan han hinner börja får han en påfyllningsinjektion av Dr. Nick och han återgår till sitt Alien-jag. Stadens invånare börjar då tillsammans sjunga Good Morning Starshine. Studiomannen tackar tittarna för att de tittat på avsnittet och meddelar att han är Leonard Nimoy.

## Produktion
Avsnittet producerades av Al Jean och Mike Reiss. Avsnittet skrevs av Reid Harrison och regisserades av Steven Dean Moore. Avsnittet är ett av de som tog längst tid att göra från idén till sändningen. Tanken föddes av Al Jean när han hittade en kopia av TV Guide i badrummet, med Arkiv X på omslaget. Han kände att detta vara en bra crossover och berättade idén för Reiss. Innan avsnittet började produceras skickades manuset till Chris Carter, skaparen av Arkiv X, som sade att det var en "heder" att få vara med i Simpsons. Al Jean var orolig för att avsnittet inte var tillräckligt roligt, efter att vid bordsläsningen fanns bara ett fåtal av författarna närvarande vilket gav få skratt.
Det tog lång tid att komma fram till slutet och en tid tänktes det att det bara skulle bli ett mysterium. Mulder och Scullys kontor har samma utseende som i TV-serien, Arkiv X. Scenen efter Homers första möte med varelsen, i vilken han går igenom ett fält och skriver i gräset skrevs av David M. Sterns, och lades in efter den ursprungliga inspelningen.

## Kulturella referenser
Förutom framträdanden av Mulder och Scully, och fler hänvisningar till Arkiv X har Mulders FBI-bricka en bild av honom själv i bara en Speedo. Detta är en referens till en scen i TV-serien där David Duchovny bara hade på sig en Speedo. I scenen där Scully ger Homer ett lögndetektortest är Cigarette Smoking Man i bakgrunden. Det finns också många filmreferenser. Musiken som spelas av Springfield Philharmonic kommer från filmen Psycho . Sekvensen med berättarrösten är baserad på Plan 9 from Outer Space. I en kapitelrubrik är frasen från The Shining. Mr. Largo, dirigerar fem av sina elever att spela de berömda fem noterna från Närkontakt av tredje graden.
Homer berättar handlingen ur Speed, men kallar den för "The Bus That Couldn't Slow Down".  När Milhouse spelar Kevin Costner's Waterwold, kunde han bara flytta några steg innan han skulle lägga in 40 stycken 25 centsmynt till vilket är en hänvisning till budgeten för Kevin Costners film Waterworld. Mars-Marvin, Gort, Chewbacca, Alf och en av Kang och Kodos är med vid Homers konfrontering hos FBI. Budweiser Frogs medverkar i avsnittet och ropar: "Bud... Weis... Er.", innan de äts upp av en alligator som säger "Coors!"

## Mottagande
Under veckan hamnade avsnittet på plats 26 över mest sedda program och fick en Nielsen rating på 11,7, vilket ger 11,3 miljoner hushåll. Al Jean och Mike Reiss vann en Annie Award för "Best Individual Achievement: Producing in a TV Production" för arbetet med avsnittet.
IGN.com anser att Leonard Nimoys framträdande i serien är de elfte bästa i serien. Nathan Ditum från Total Film ansåg att Duchovny och Andersons framträdande är de 14:de bästa i serien. Chris Knight tror att om Arkiv X glöms bort kommer man fortfarande minnas Alf, Chewbacca och Mars-Marvin.